# مصادره (فیلم)
مصادره نام اولین فیلم مهران احمدی به عنوان کارگردان و با نویسندگی علی فرقانی و تهیه‌کنندگی محمدحسین قاسمی محصول سال ۱۳۹۶ است که در ۲۳ اسفند همان سال در سینماهای ایران اکران شد.
نیمی از مصادره در خارج از ایران فیلم‌برداری شده است. مکان داستانی فیلم، ایالات متحده آمریکا است؛ اما فیلم‌برداری در ارمنستان انجام شده است.

## داستان فیلم
داستان مصادره از دههٔ ۱۳۵۰ آغاز می‌شود و داستان یک کارمند ساواک به نام اسماعیل یارجانلو (رضا عطاران) است که درگیر ماجراهایی می‌شود. او که کارمند اداره ساواک است با خرید بلیت بخت‌آزمایی برندهٔ اعانهٔ ملی می‌شود. او با پولی که برنده شده، ۵۰۰۰ متر زمین در عباس‌آباد خریداری و بر اثر سقوط شاه ایران و انقلابِ ۱۳۵۷ مجبور به خروج از کشور می‌شود و وکالت زمین را به دوستش جلال خاوندی (بابک حمیدیان) می‌دهد و….

## بازیگران
| نام بازیگر                         | نقش               |
| ---------------------------------- | ----------------- |
| رضا عطاران                         | اسماعیل یارجانلو  |
| هومن سیدی                          | زکریا یارجانلو    |
| بابک حمیدیان                       | جلال خاوندی       |
| مزدک میرعابدینی                    |                   |
| میرطاهر مظلومی                     | سخاپور            |
| ملینا واردانیان (Melina Vardanyan) | (بازیگر زن ارمنی) |
| آلیسا میلکستیان                    | (بازیگر زن ارمنی) |
| هادی کاظمی                         | بازپرس            |
| مهران احمدی                        | خورخه             |
| امیر صدرا حقانی                    | زکریا (کودکی)     |
| هارمیک سوقومونیان                  | خورخه (کودکی)     |

## جوایز
| بخش                       | نامزد           | نتیجه    | جشنواره         | جایزه        |
| ------------------------- | --------------- | -------- | --------------- | ------------ |
| بهترین بازیگر نقش اول مرد | رضا عطاران      | نامزدشده | دوره۳۶ فیلم فجر | سیمرغ بلورین |
| بهترین طراحی پوستر        | محمد روح الامین | نامزدشده | دوره۳۷ فیلم فجر | سیمرغ بلورین |